# Arturo Goetz
Arturo Goetz (Buenos Aires, 24 de junio de 1944 - Buenos Aires, 28 de julio de 2014) fue un actor argentino de cine y teatro. En 2010 participó en el quinto capítulo del unitario histórico Lo que el tiempo nos dejó, por Telefe.

## Carrera
Inclinado hacia la actuación desde los 19 años, Goetz se recibió de economista en la Universidad Católica Argentina. Luego partió a Oxford con una beca donde estudió en la Jesus College, en los 60, durante la dictadura de Juan Carlos Onganía. Llegó a trabajar en la sede de Naciones Unidas en Suiza y entre 1976 y 1983 se mudó a Roma. Finalmente regresó a Buenos Aires y retomó una pasión postergada: la actuación. Fue alumno de Augusto Fernandes y Miguel Guerberof, entre otros.

## Cine
| Año  | Película               | Personaje              |
| ---- | ---------------------- | ---------------------- |
| 1998 | La nube                |                        |
| 1998 | Cómplices              | Comisario              |
| 1999 | El amateur             | Concejal Bacigalupi    |
| 2000 | Plan (corto)           |                        |
| 2000 | El camino              | Francisco Iruteta      |
| 2002 | Caños negros (corto)   |                        |
| 2004 | La niña santa          | Dr. Vesalio            |
| 2004 | Cama adentro           | Invitado en el Country |
| 2005 | Derecho de familia     | Bernardo Perelman      |
| 2006 | Una novia errante      | Padre                  |
| 2007 | El asaltante           | Ramos                  |
| 2007 | El otro                | Escribano              |
| 2008 | El nido vacío          | Dr. Sprivak            |
| 2008 | La sangre brota        | Arturo                 |
| 2009 | El cuarto de Leo       | Psicólogo              |
| 2009 | La ventana             | Médico                 |
| 2010 | Rompecabezas           | Roberto                |
| 2010 | Sin retorno            | Liquidador del seguro  |
| 2010 | El reclamo             | Rouch                  |
| 2012 | Errata                 | Oribe                  |
| 2013 | Mala                   |                        |
| 2014 | El cerrajero           | Mario                  |
| 2014 | Bolishopping           | Marcos                 |
| 2014 | Muerte en Buenos Aires | Hombre de Polo         |

## Teatro
- Un marido ideal
- Turning point
- Nada entre los dientes
- Criaturas de aire
- Punto de viraje
- La tierra del cielo

## Premios
- Premios Cóndor de Plata: Mejor actor de reparto (Derecho de familia)
- 2011, Premio Konex Diploma al Mérito: Mejor actor de cine.
- 2007, BAFICI: Mejor actor (El asaltante)

Nominaciones
- Premios Sur 2006: Mejor actor de reparto (Derecho de familia)
- Premios Sur 2008: Mejor actor de reparto (El nido vacío)
- Premios Sur (2009): Mejor actor (El asaltante)